# Dallas Tornado 1970
Questa pagina raccoglie i dati riguardanti il Dallas Tornado nelle competizioni ufficiali della stagione 1970.

## Stagione
Rimane alla guida della squadra Ron Newman, con una rosa sostanzialmente invariata, tranne l'ingaggio del campione brasiliano Oreco. 
I Tornado chiusero il torneo al terzo ed ultimo posto della Southern Division, non accedendo così alla finale.
Miglior marcatore della squadra e del torneo fu il greco Kyriakos Apostolidīs.

## Organigramma societario
Area direttiva
- Direttore esecutivo: Paul Waters

Area tecnica
- Allenatore: Ron Newman

## Rosa
| N. |                        | Ruolo | Calciatore    |
| -- | ---------------------- | ----- | ------------- |
| 1  | Inghilterra (bandiera) | P     | Ken Cooper    |
| 2  | Stati Uniti (bandiera) | D     | Jim Benedek   |
| 3  | Brasile (bandiera)     | D     | Oreco         |
| 4  | Inghilterra (bandiera) | D     | John Best     |
| 5  | Jugoslavia (bandiera)  | D     | Pavle Garov   |
| 6  | Inghilterra (bandiera) | C     | Roy Turner    |
| 7  | Inghilterra (bandiera) | D     | Brian Harvey  |
| 8  | Inghilterra (bandiera) | A     | Ron Newman    |
| 9  | Brasile (bandiera)     | A     | Luiz Juracy   |
| 10 | Jugoslavia (bandiera)  |       | Marko Pejović |

| N. |                           | Ruolo | Calciatore              |
| -- | ------------------------- | ----- | ----------------------- |
| 11 | Inghilterra (bandiera)    | A     | Mike Renshaw            |
| 12 | Bermuda (bandiera)        | A     | Pepe Dill               |
| 13 | Zambia (bandiera)         | D     | Howard Mwikuta          |
| 14 | Inghilterra (bandiera)    | D     | Bobby Moffat            |
| 15 | Grecia (bandiera)         | A     | Kyriakos Apostolidīs    |
| 16 | Cecoslovacchia (bandiera) | P     | Frank Hason             |
| 17 | Messico (bandiera)        | D     | Ricardo Munguía Padilla |
| 18 | Inghilterra (bandiera)    | A     | Phillip Tinney          |
|    | Jugoslavia (bandiera)     | C     | Stevan Bena             |
|    | Inghilterra (bandiera)    | D     | Dick Hall               |